# Кирил Ристоски
Кирил Ристоски (Прилеп, 14. новембар 1948 — Скопље, 30. јун 2011) био је југословенски и македонски глумац и универзитетски професор.

## Биографија
Ристоски је рођен 14. новембра 1948. године у Прилепу. Дипломирао је 1977. године на одсеку за глуму у Вишој музичкој школи у Скопљу, са просечном оценом 9, а дипломски рад одбранио са оценом 10. Након дипломирања радио је у Народном позоришту Војдан Чернодрински у Прилепу, а од 1978. године у Македонском народном позоришту. Од 1982. године радио је као асистент на предмету глуме на Факултету драмских уметности у Скопљу, 1993. године постао ванредни, а 1998. године редовни професор универзитета. Крајем 2009. године постао је декан Факултета драмских уметности у Скопљу.
Преминуо је 30. јуна 2011. године у Скопљу.

## Глумачка каријера
Ристоски је у остварио велики број улога у позоришту. У својој тридесетпетогодишњој глумачкој каријеру, глумио је у преко осамдесет улога у на филму и у позоришту, а важније су: Марко Антоније (Јулиј Цезар), Киро и Евто (Лет во место), Бота (Срећна нова ’49.), Тартиф (Тартиф), Дон Кихот (Дон Кихот), Спиро Црне (Спиро Црне), Колобан (Колобан), Просперо (Бура), Иванов (Иванов), Арсеније (Арсеније), Спиро Црне (Летни Силјане), Пуковник (Пуковник Птица), Клаудије (Хамлет), Генерал (Четврта сестра) и друге.
Ристоски је глумио у преко 20 ТВ драма, филмова и серија, а појавио се и у више од 200 радио драма. Значајне улоге остварио је у филмовима Пре кише, Црвени коњ, Тетовирање и Тајна књига.
Монографија о Кирилу Ристоском објављена је 27. децембра 2013. године у предворју Македонског народног позоришта, а аутор књиге је Јелена Лузина.
Ристоски је био председник македонског позоришног фестивала Војдан Чернодрински.

## Филмографија
| Год.    | Назив                       | Улога           |
| ------- | --------------------------- | --------------- |
| 1970-те |                             |                 |
| 1973.   | Смилевскиот конгрес         | Васил Цакаларов |
| 1975.   | Волшебното самарче          |                 |
| 1977.   | Пресуда                     |                 |
| 1977.   | Наши години                 | Капетан Лопата  |
| 1980-те |                             |                 |
| 1980.   | Учитељ                      |                 |
| 1981.   | Црвени коњ                  |                 |
| 1982.   | Илинден                     | Даскалот        |
| 1982.   | Едно лето                   |                 |
| 1983.   | Записник                    | Јован           |
| 1983.   | Премиера                    |                 |
| 1983.   | Црвени коњ (ТВ серија)      |                 |
| 1984.   | Комедијанти                 | Џандарот        |
| 1984.   | Лет во место                | Киро            |
| 1985.   | На наш начин                |                 |
| 1985.   | Јазол                       | Јанко Подгорник |
| 1985.   | Трговецот од Солун          | Ванде           |
| 1985.   | Бушава азбука               | Ванде           |
| 1986.   | Сонце на дланка             |                 |
| 1986.   | Климент Охридски            | Климент         |
| 1988.   | Втора смена                 | Николин отац    |
| 1988.   | Мојсие од малото место      |                 |
| 1988.   | Тврдокорни                  |                 |
| 1990-те |                             |                 |
| 1991.   | Тетовирање                  | управнк         |
| 1991.   | Македонија може             | Лазо            |
| 1993.   | Крик на немиот индијанец    |                 |
| 1994.   | Пре кише                    | отац Дамјан     |
| 1997.   | Преко језера                | Андон           |
| 2000-те |                             |                 |
| 2006.   | Тајнка књига                | легионар        |
| 2006.   | Патување со рабробил        |                 |
| 2006.   | Мост                        | Манојле         |
| 2010-те |                             |                 |
| 2010.   | Војната е завршена          |                 |
| 2011.   | Епизодист                   | судија          |
| 2011.   | Македонски народни приказни |                 |

## Награде
Ристоски је током каријере добио велики број награда за глуму. Добитник је пет награда за Војдан Чернодрински од стране Македонске радио-телевизије. За улогу Арсеније у истоименој представи, 1994. године добио је награду Ристо Шишков.